# Cúpula da Rocha
Cúpula da Rocha (em árabe: قبة الصخرة), também chamada de Domo da Rocha, é um santuário islâmico no centro do complexo da Mesquita de Al-Aqsa, no Monte do Templo, na Cidade Antiga de Jerusalém. É a obra de arquitetura islâmica mais antiga do mundo, a mais antiga estrutura religiosa arqueologicamente atestada a ser construída por um governante muçulmano e suas inscrições contêm as primeiras proclamações epigráficas do islamismo e do profeta islâmico Maomé.
Sua construção inicial foi realizada pelo Califado Omíada sob as ordens de Abedal Maleque durante a Segunda Fitna em 691–692 d.C., e desde então está situada no topo do local do Segundo Templo Judaico (construído em c. 516 a.C. por Herodes, o Grande para substituir o destruído Templo de Salomão), que foi destruído pelos romanos em 70 d.C.. A cúpula original desabou em 1015 e foi reconstruída entre 1022 e 1023. Sua arquitetura e mosaicos foram inspirados nas igrejas e palácios bizantinos próximos. Sua aparência externa foi significativamente alterada durante o início período otomano, quando azulejos coloridos, principalmente azuis e brancos, no estilo de İznik, foram aplicados no exterior, e novamente no período moderno, principalmente com a adição do telhado folheado a ouro em 1959-61 e novamente em 1993. O plano octogonal da estrutura pode ter sido influenciado pela Igreja do Trono de Maria da era bizantina (também conhecida como Kathisma em grego e al-Qadismu em árabe), que foi construída entre 451 e 458 na estrada entre Jerusalém e Belém.
A Pedra Fundamental (ou Rocha Nobre) sobre a qual o templo foi construído tem grande significado nas religiões abraâmicas como o lugar onde Deus criou o mundo e também o primeiro ser humano, Adão. Acredita-se também que seja o local onde Abraão tentou sacrificar seu filho e o lugar onde a presença divina se manifesta mais do que em qualquer outro lugar, para onde os judeus se voltam durante as orações. O grande significado do local para os muçulmanos deriva das tradições que o conectam à criação do mundo e da crença de que a jornada noturna de Maomé começou na rocha no centro da estrutura.
Foi designada pela UNESCO como Patrimônio Mundial, chamada de "o marco mais reconhecível de Jerusalém" junto com duas estruturas próximas da Cidade Velha: o Muro das Lamentações e a "Rotunda da Ressurreição" na Igreja do Santo Sepulcro. As suas inscrições islâmicas revelaram-se um marco, pois tornaram-se posteriormente uma característica comum nas estruturas islâmicas e quase sempre mencionam Maomé. A Cúpula da Rocha continua a ser um "monumento único da cultura islâmica em quase todos os aspectos", inclusive como uma "obra de arte e como um documento cultural e piedoso", de acordo com o historiador de arte Oleg Grabar.

## Arquitetura

### Estrutura básica

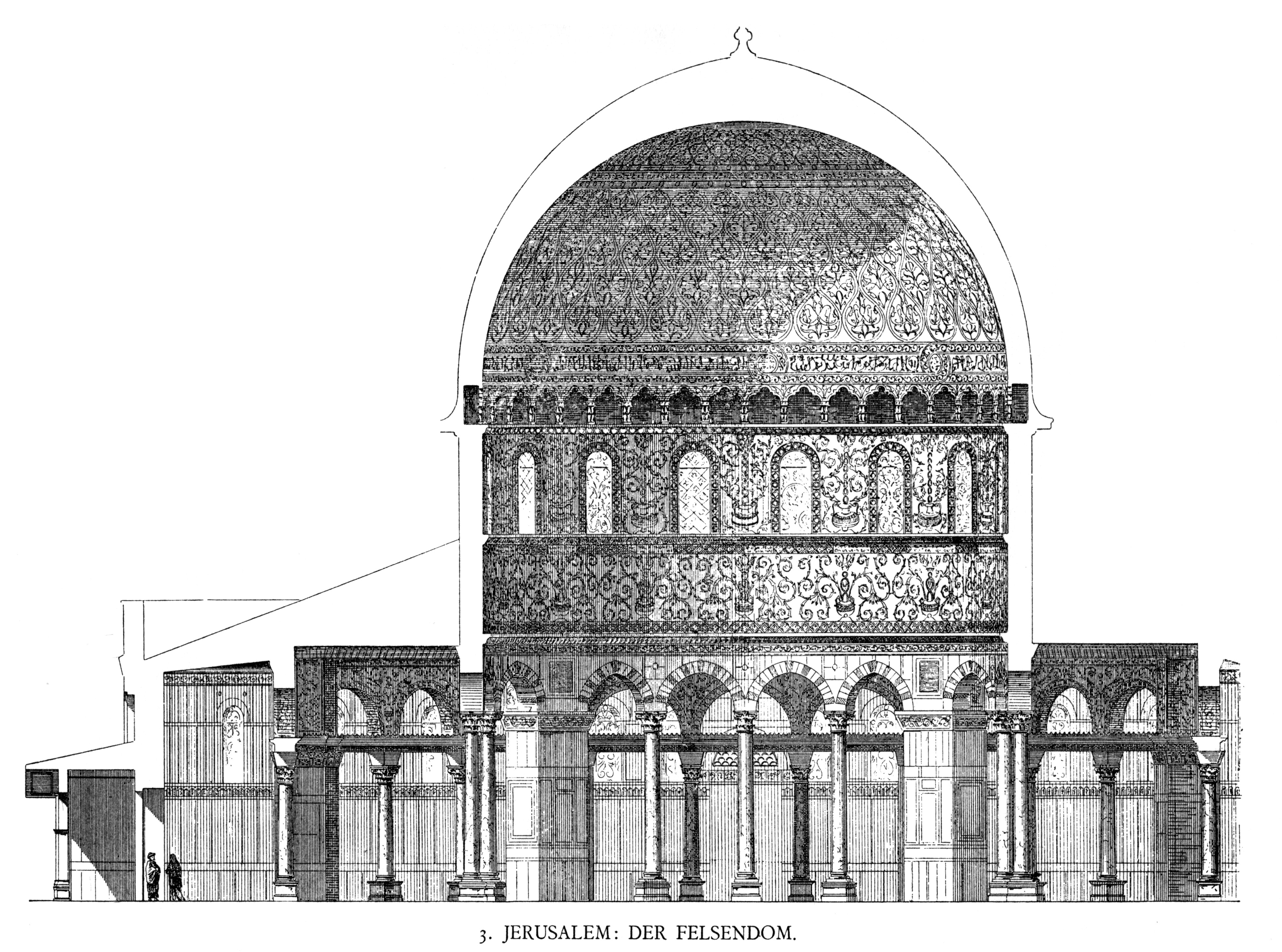
Corte transversal da Cúpula (impressão de 1887, segundo os primeiros desenhos detalhados da Cúpula, feitos pelo artista inglês Frederick Catherwood em 1833).

A planta básica da Cúpula da Rocha é essencialmente octogonal. É coberto no seu centro por uma cúpula, com aproximadamente 20 metros de diâmetro, montado em um tambor circular elevado apoiado em 16 suportes (4 níveis e 12 colunas). Ao redor deste círculo há uma arcada octogonal de 24 pilares e colunas. As paredes externas também são octogonais. Cada um deles mede aproximadamente 18 metros de largura e 11 metros de altura. O octógono interno e externo criam um segundo deambulatório externo ao redor do interno. Tanto o tambor circular quanto as paredes exteriores contêm muitas janelas.

### Decoração

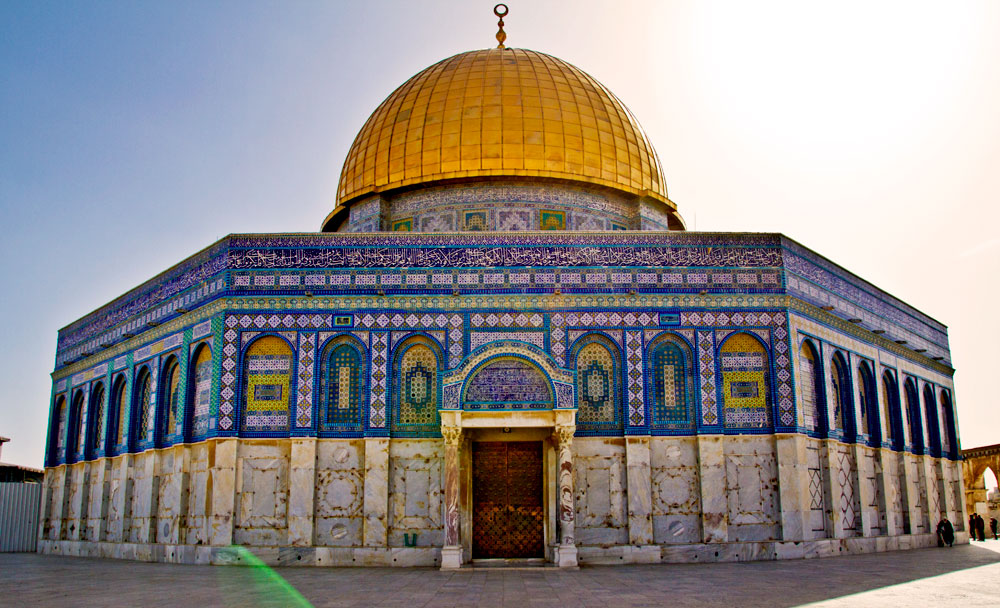
Exterior adornado com azulejos otomanos

O interior da cúpula é ricamente decorado com mosaicos, faiança e mármore, muitos dos quais foram adicionados vários séculos após sua conclusão. Ele também contém inscrições do Alcorão. Elas variam do texto padrão atual (principalmente mudanças da primeira para a terceira pessoa) e são misturadas com inscrições piedosas que não estão no Alcorão.
A decoração das paredes externas passou por duas fases principais: o esquema omíada inicial compreendia mármore e mosaicos, muito parecido com as paredes internas. O sultão otomano do século XVI, Solimão, o Magnífico, substituiu-o por uma decoração de azulejos otomanos, que apresentava muitos estilos e técnicas diferentes, como azulejos multicoloridos sob esmalte e azulejos azuis e brancos, semelhantes aos azulejos de İznik que eram produzidos para a capital otomana. Um pequeno número de azulejos eram produções reais de Iznik que foram importadas para Jerusalém. Os azulejos originais foram substituídos na década de 1960 por cópias fiéis produzidas na Itália.
A frase Surah Ya-Sin (o “Coração do Alcorão”) está inscrita na parte superior do trabalho com azulejos e foi encomendada no século XVI por Solimão, o Magnífico.

## História

### Antecedentes pré-islâmicos

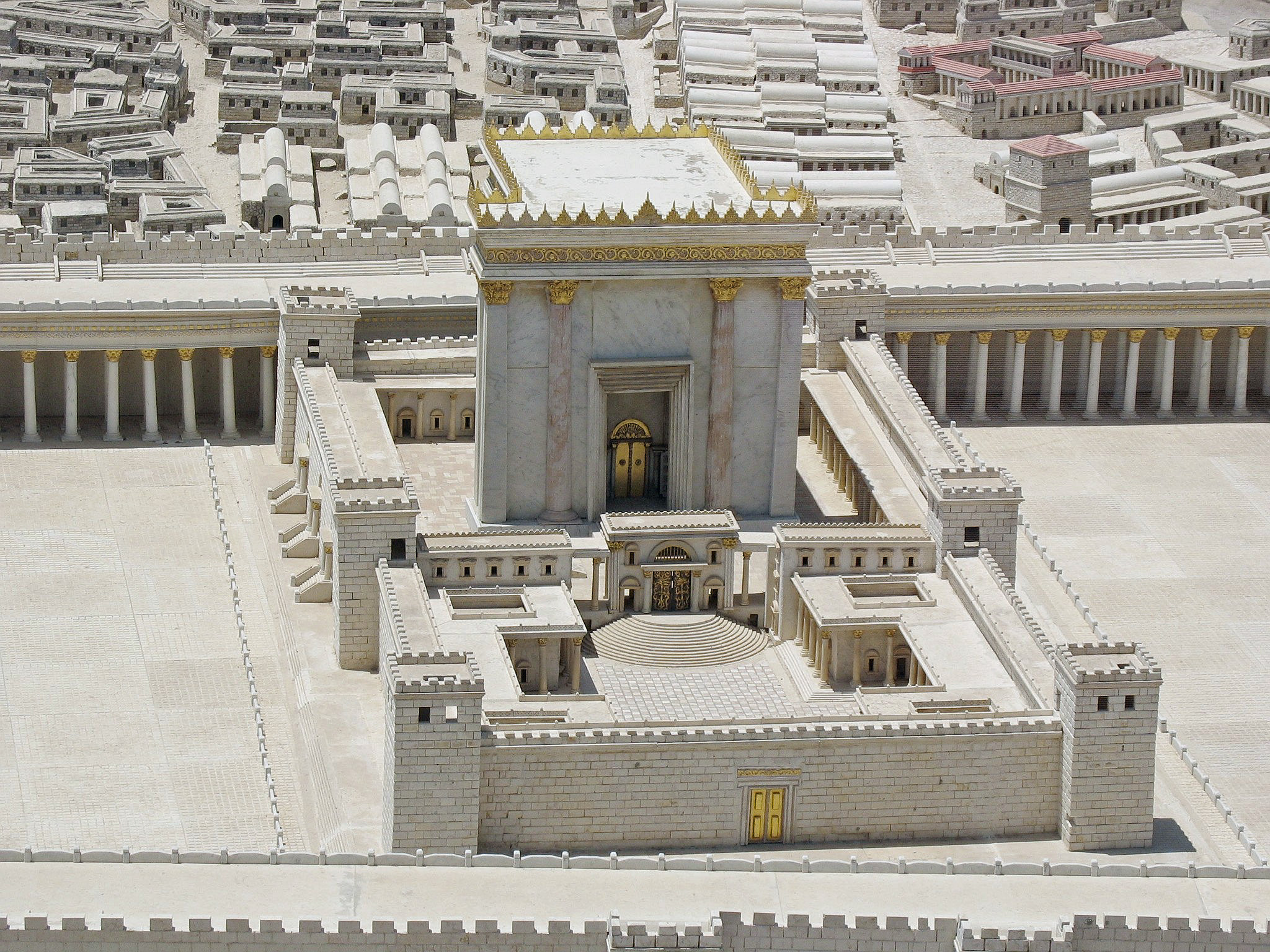
Reconstrução do Templo de Herodes visto do leste (Modelo da Terra Santa de Jerusalém, 1966)

A Cúpula da Rocha está situada no centro do Monte do Templo, local do Templo de Salomão e do Segundo Templo Judaico, que foi amplamente expandido sob Herodes, o Grande, no século I a.C. O Templo de Herodes foi destruído em 70 d.C. pelos romanos e, após a terceira guerra judaico-romana em 135 d.C., um templo romano dedicado a Jupiter Capitolinus foi erguido no local pelo Imperador Adriano.
Jerusalém foi governada pelo Império Bizantino durante os séculos IV a VI. Durante este tempo, a peregrinação cristã a Jerusalém começou a desenvolver-se. A Igreja do Santo Sepulcro foi construída sob Constantino na década de 320, mas o Monte do Templo foi deixado sem desenvolvimento após um projeto fracassado de restauração do Templo Judaico sob o imperador Juliano.
Em 638, Jerusalém bizantina foi conquistada pelos exércitos árabes de Omar, segundo califa do Califado Ortodoxo. Omar foi avisado por Ka'b al-Ahbar, um rabino judeu que se converteu ao islamismo, que o local é idêntico ao local dos antigos templos judaicos em Jerusalém. Entre os primeiros muçulmanos, Jerusalém era chamada de Madinat bayt al-Maqdis ('Cidade do Templo').

### Omíadas

#### Construção original

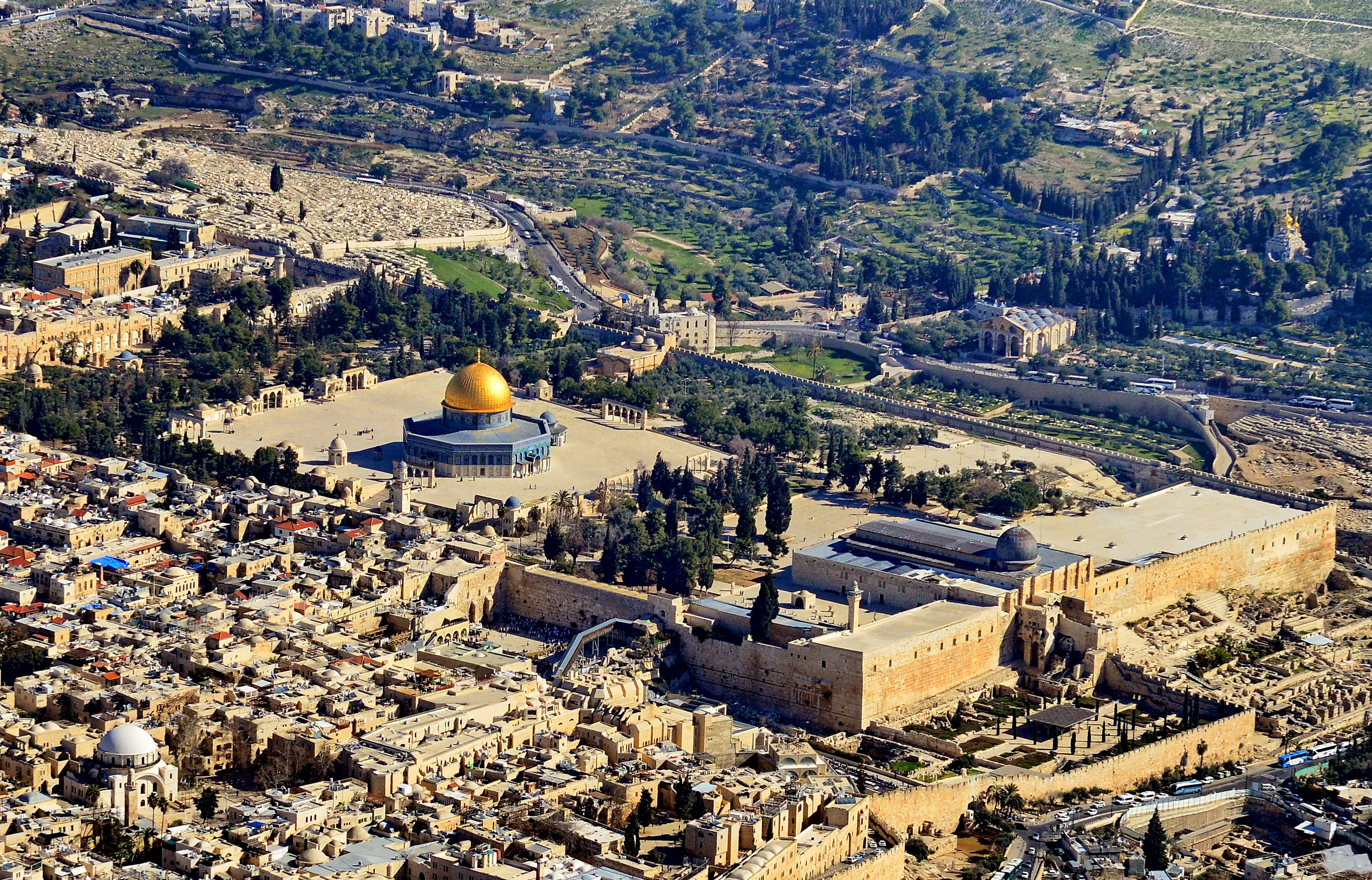
A Cúpula da Rocha no Monte do Templo

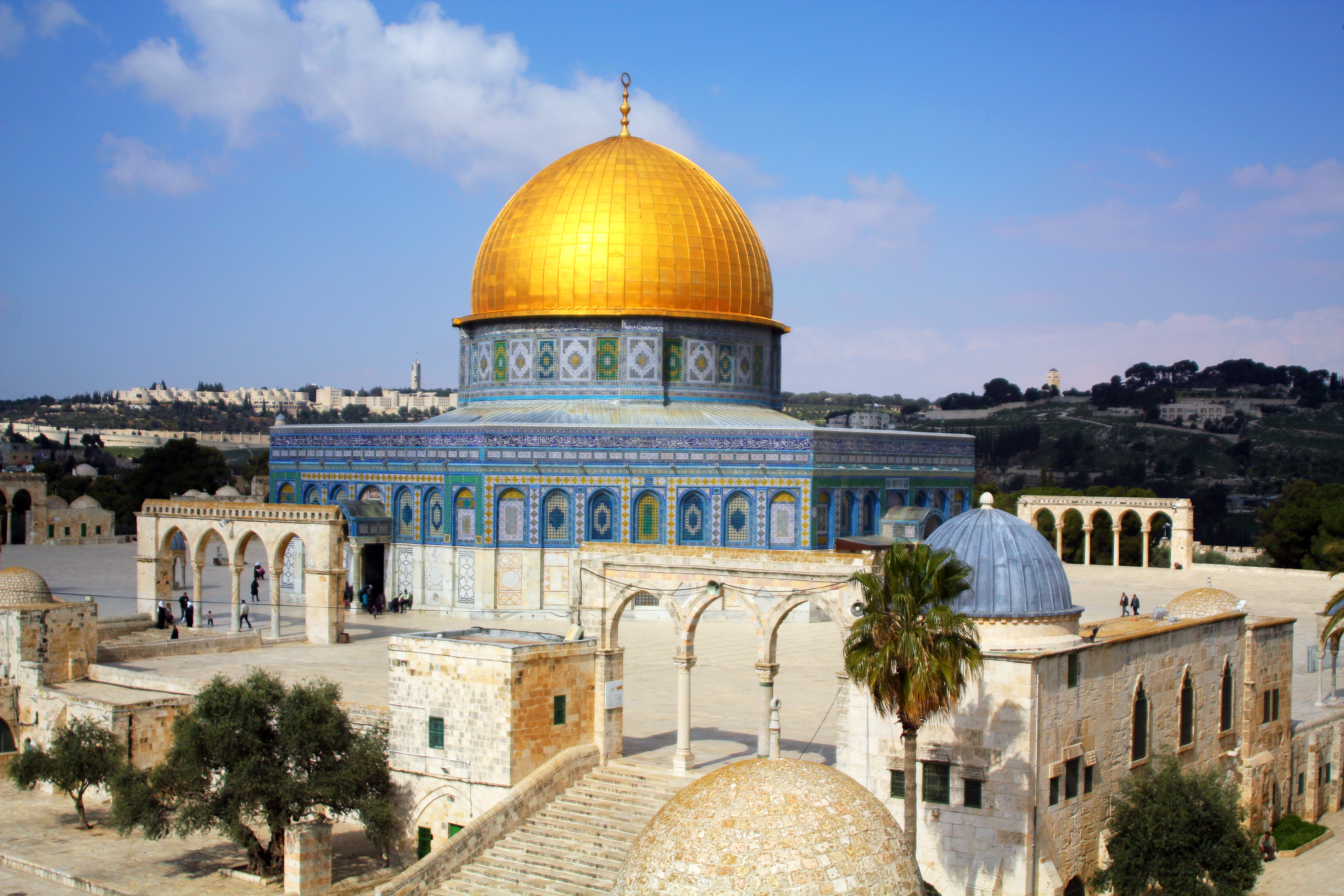
Vista geral do edifício

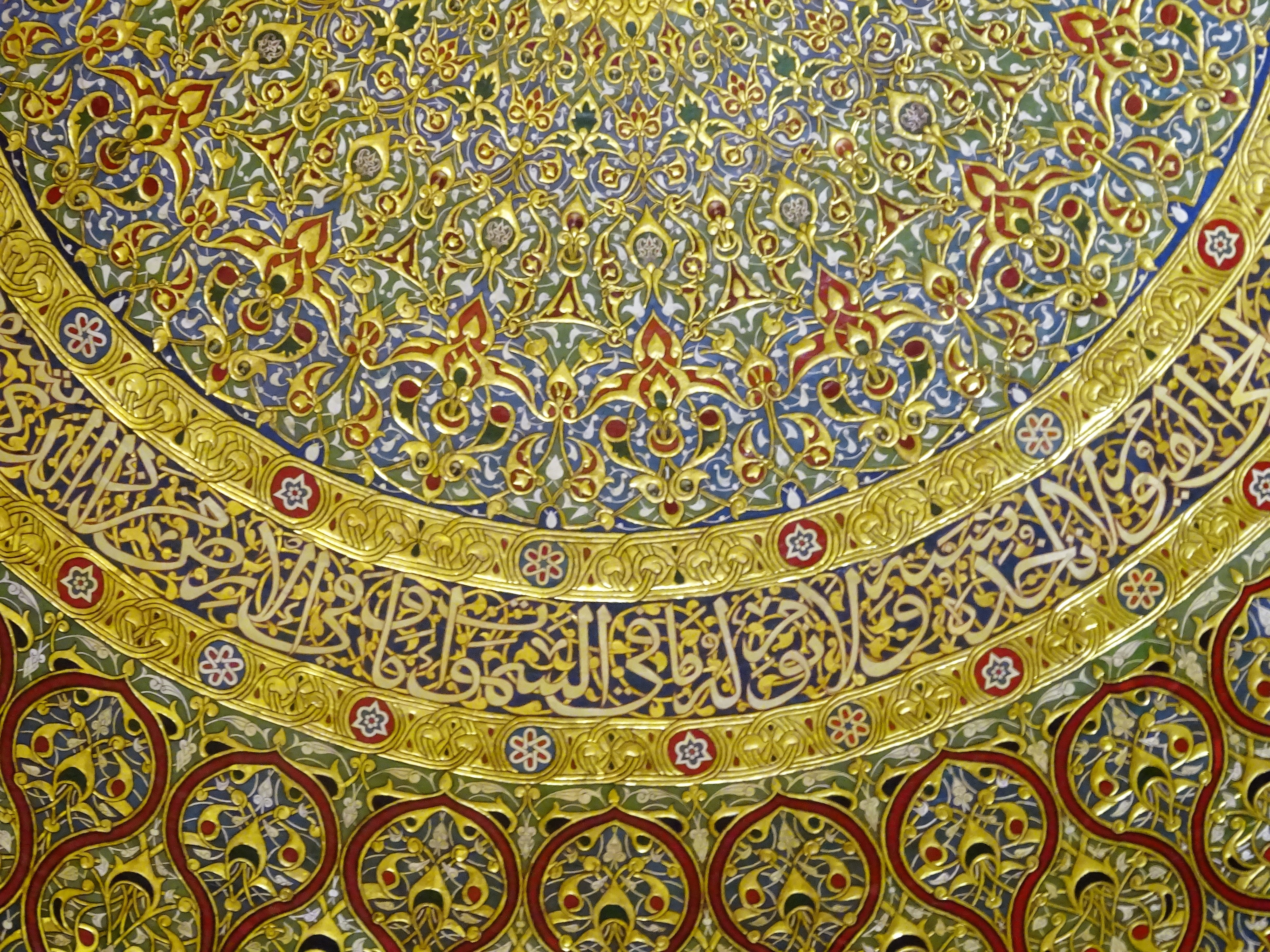
Detalhe do interior da cúpula

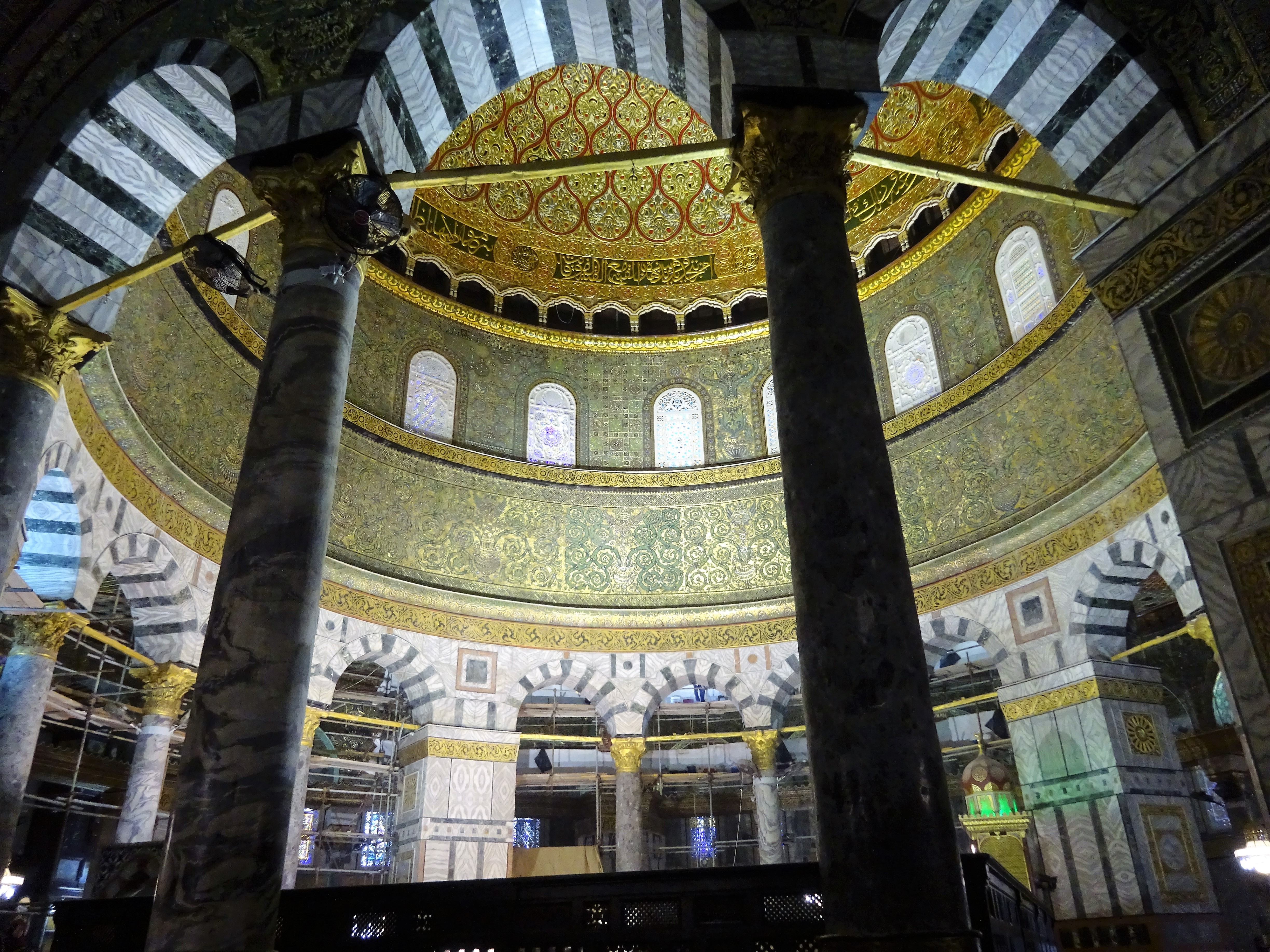
Colunata interna da cúpula

A estrutura octogonal inicial da Cúpula da Rocha e sua cúpula redonda de madeira tinham basicamente o mesmo formato de hoje. Foi construída por ordem do califa omíada Abedal Maleque (r. 685–705). De acordo com Sibt ibn al-Jawzi (1185–1256), a construção começou em 685/6, enquanto al-Suyuti (1445–1505) afirma que seu ano de início foi 688. Uma inscrição dedicatória em escrita cúfica está preservada dentro da cúpula. A data é registrada como AH 72 (691/2), o ano em que a maioria dos historiadores acredita que a construção do Domo original foi concluída. Uma interpretação alternativa da inscrição afirma que ela indica o ano em que a construção começou. Nesta inscrição, o nome de "Maleque" foi removido e substituído pelo nome do califa abássida Almamune (r. 813–833). Esta alteração da inscrição original foi notada pela primeira vez em 1864 pelo arqueólogo francês Melchior de Vogüé. Alguns estudiosos sugeriram que a cúpula foi adicionada a um edifício existente, construído por Moáuia I (r. 661–680), ou mesmo um edifício bizantino que data de antes da conquista muçulmana, construído sob Heráclio (r. 610–641).
A arquitetura e os mosaicos da Cúpula da Rocha foram inspirados nas igrejas e palácios bizantinos próximos. O supervisor e engenheiro responsável pelo projeto foram Raja ibn Haywa, Yazid ibn Salam e o filho deste último, Baha. Raja era um teólogo muçulmano e natural de Bete-Seã e Yazid e Baha eram maulas (não árabes, muçulmanos convertidos) de Abedal Maleque de Jerusalém, que foi representado na supervisão da construção por seu filho Sa'id al-Khayr. O califa empregou obras de especialistas de todo o seu domínio, na época restrito à Síria e ao Egito, que eram presumivelmente cristãos. O custo da construção foi, alegadamente, sete vezes superior ao rendimento fiscal anual do Egito na época.

#### Motivações para a construção

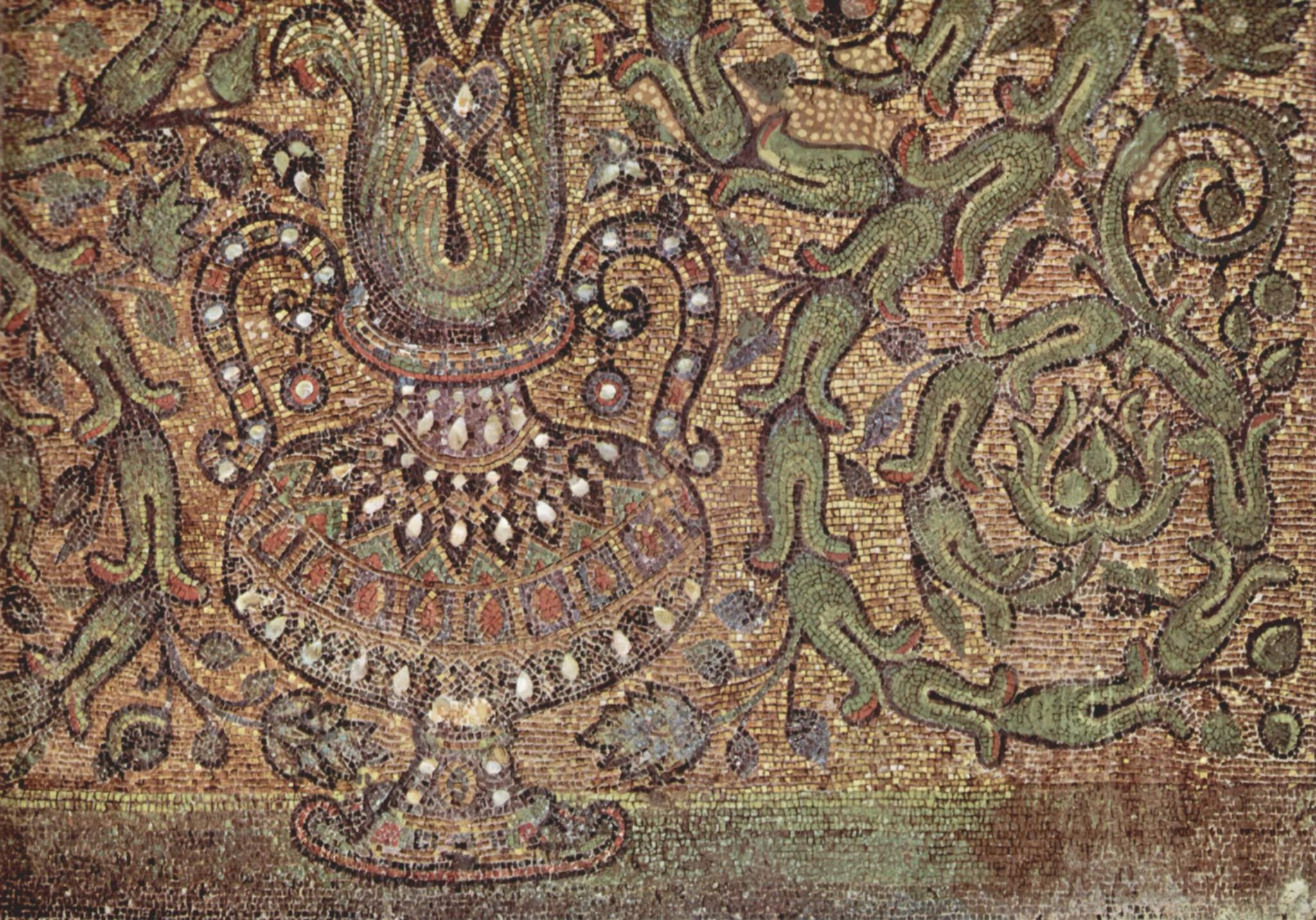
Interior: mosaico de tambor, vaso com motivo floral

As narrativas das fontes medievais sobre as motivações de Abedal Maleque na construção da Cúpula da Rocha variam. Na época da sua construção, o califa estava envolvido em guerra com o Império Bizantino cristão e seus aliados cristãos sírios, por um lado, e com o califa rival Abedalá ibne Zobair, que controlava Meca, o destino anual da peregrinação muçulmana, por outro lado. Assim, uma série de explicações foi que Abedal Maleque pretendia que a Cúpula da Rocha fosse um monumento religioso de vitória sobre os cristãos que distinguiria a singularidade do islamismo dentro do cenário religioso abraâmico comum de Jerusalém, lar das duas religiões abraâmicas mais antigas, o judaísmo e o cristianismo. O historiador Shelomo Dov Goitein argumentou que a Cúpula da Rocha foi concebida para competir com os muitos edifícios de culto de outras religiões: "A própria forma de uma rotunda, dada ao Qubbat as-Sakhra, embora fosse estranha ao islamismo, estava destinada a rivalizar com os muitos domos cristãos" - e mais especificamente, com a Igreja do Santo Sepulcro, de acordo com outros.
A outra explicação principal sustenta que Abedal Maleque, no calor da guerra com Abedalá, tentou construir a estrutura para desviar o foco dos muçulmanos em seu reino da Caaba em Meca, onde Abedalá condenaria publicamente os omíadas durante a peregrinação anual ao santuário. Embora a maioria dos historiadores modernos rejeite o último relato como um produto da propaganda anti-omíada nas fontes muçulmanas tradicionais e duvide que Abedal Maleque tentaria alterar o sagrado requisito muçulmano de cumprir a peregrinação à Caaba, outros historiadores admitem que isso não pode ser rejeitado conclusivamente.

### Abássidas e fatímidas
O edifício foi severamente danificado por terremotos em 808 e novamente em 846. A cúpula desabou em um terremoto em 1015 e foi reconstruída em 1022-1023. Os mosaicos do tambor foram reparados em 1027–1028. O terremoto de 1033 resultou na introdução de vigas de madeira para reforçar a cúpula.

### Cruzados

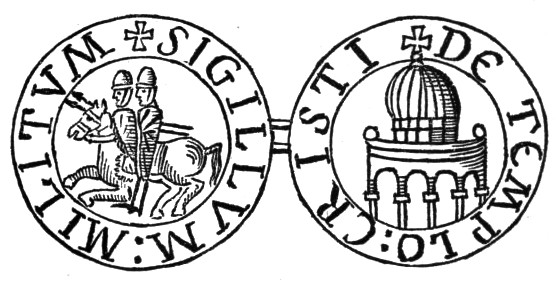
Representação do Templum Domini no verso do selo dos Cavaleiros Templários

Durante séculos, os peregrinos cristãos puderam vir e visitar o Monte do Templo, mas a escalada da violência contra os peregrinos de Jerusalém (como quando, por exemplo, Aláqueme Biamir Alá ordenou a destruição do Santo Sepulcro) resultou nas Cruzadas. Os cruzados capturaram Jerusalém em 1099 e a Cúpula da Rocha foi dada aos agostinianos, que o transformaram em uma igreja, enquanto o salão de orações principal da Mesquita de Al-Aqsa se tornou um palácio real por um tempo e, depois, durante grande parte do século XII, a sede dos Cavaleiros Templários, que, ativos desde c. 1119, identificaram a Cúpula da Rocha como o local do Templo de Salomão (Templum Domini), que figurava nos selos oficiais dos Grão-Mestres da Ordem (como Everaldo de Barres e Reinaldo de Vichiers), e logo se tornou o modelo arquitetônico para as igrejas em rotunda em toda a Europa.

### Aiúbidas e mamelucos
Jerusalém foi recapturada por Saladino em 2 de outubro de 1187 e a Cúpula da Rocha foi reconsagrada como um santuário muçulmano. A cruz no topo da cúpula foi substituída por uma lua crescente e uma tela de madeira foi colocada ao redor da rocha abaixo. O sobrinho de Saladino, al-Malik al-Mu'azzam Isa, realizou outras restaurações no edifício e acrescentou o pórtico à Jami'a Al-Aqsa. A Cúpula da Rocha foi foco de amplo patrocínio real dos sultões durante o período Sultanato Mameluco do Cairo, que durou de 1260 a 1516.

### Período otomano (1517–1917)

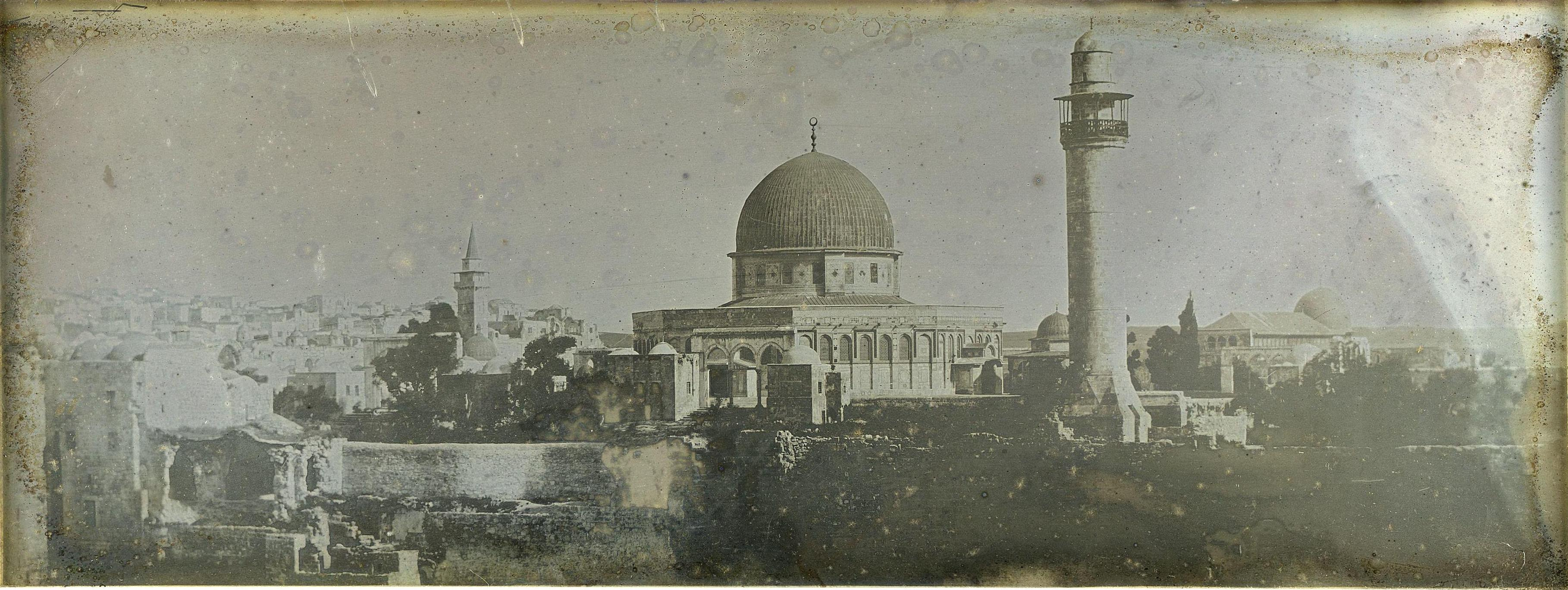
A primeira fotografia do edifício, 1842–1844

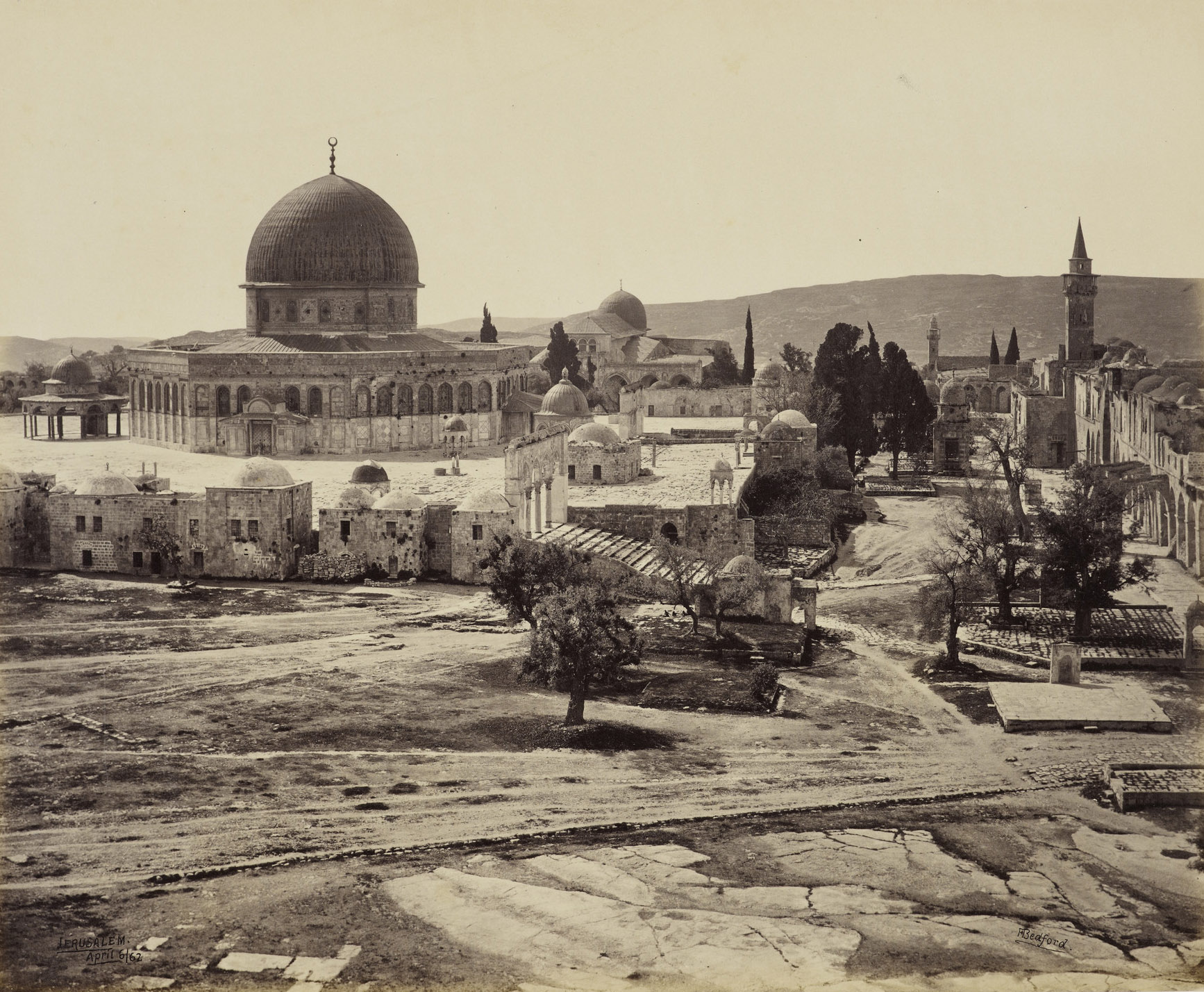
Vista do norte, Francis Bedford (1862)

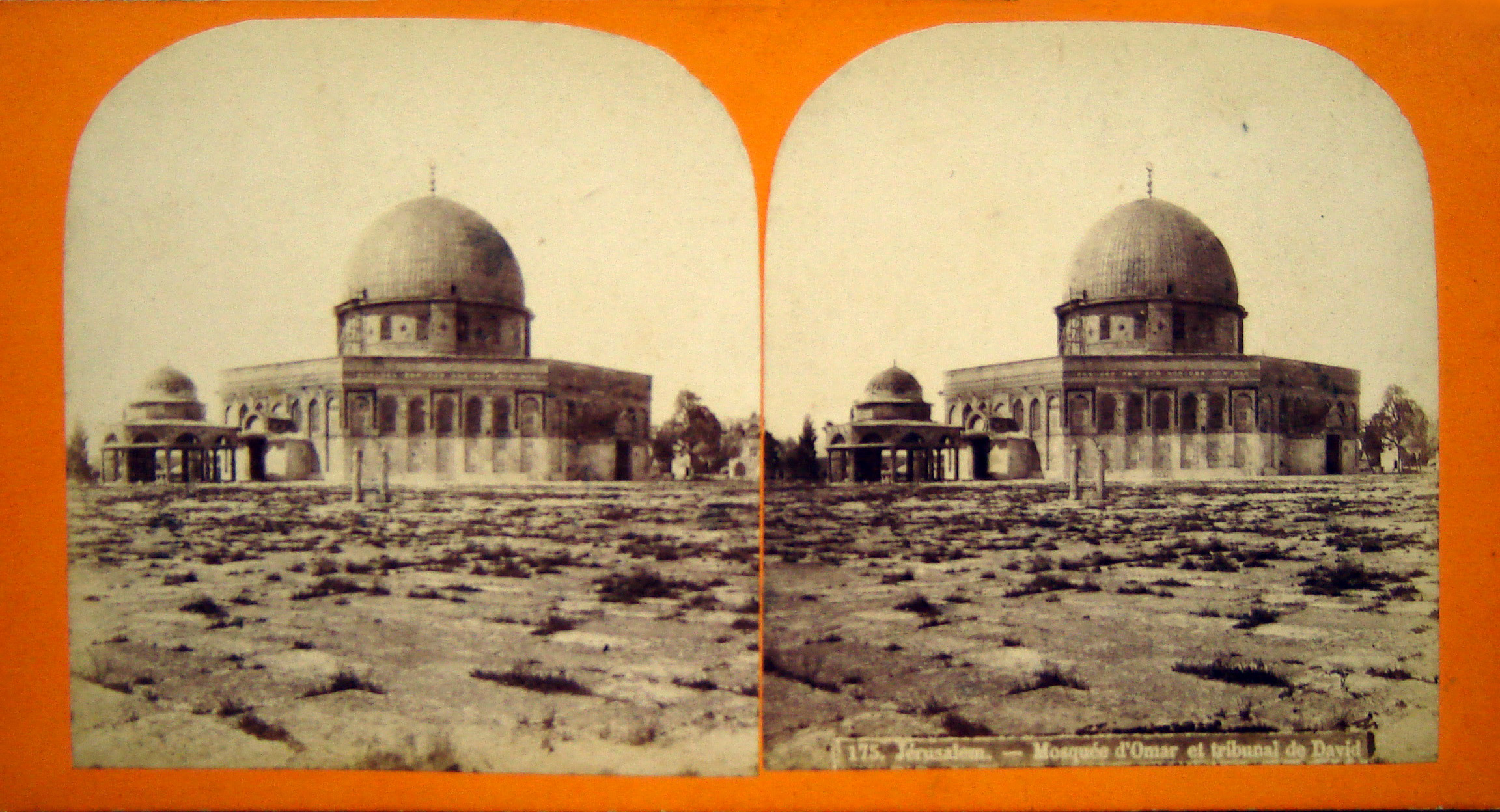
Cartão estéreo do Domo da Rocha (final do século XIX)

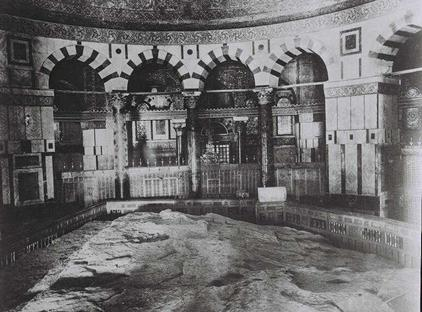
Interior da Cúpula da Rocha mostrando a Pedra de Fundação (1915)

Durante o período otomano, o reinado de Solimão, o Magnífico (r. 1520–1566) trouxe o patrocínio dinástico otomano à cidade, na mesma época em que o sultão e sua esposa, Roxelana, também estavam encomendando obras nas cidades sagradas de Meca e Medina. Solimão iniciou uma grande reforma da Cúpula da Rocha. O legado mais visível desta obra foi o revestimento do exterior com azulejos de estilo otomano, que substituíram os antigos mosaicos omíadas. Provavelmente, isto fazia parte de um esforço para impor uma marca visivelmente otomana neste importante local sagrado islâmico. As inscrições nos azulejos fornecem as datas de 952 AH (1545–6) e 959 AH (1552), mas o trabalho continuou até o fim do reinado de Solimão, se não mais tarde. Documentos mostram que os reparos ainda estavam incompletos na época de Murade III (r. 1574–1595) e este último provavelmente pode ser creditado com a conclusão deste trabalho, que incluiu reparos no chumbo da cúpula.
Os azulejos parecem ter sido fabricados localmente e não em centros como Iznik (famosa naquela época pela produção da cerâmica de İznik), embora não pareça ter havido um centro de produção de cerâmica sofisticado na região. O historiador britânico Robert Hillenbrand observa que as oficinas que produziram os azulejos devem ter se dedicado apenas a este projeto, porque não há evidências de que azulejos semelhantes tenham sido produzidos para outros monumentos em Jerusalém durante este período. O nome de um dos artesãos está registrado em uma inscrição como Abdallah de Tabriz. Isto pode indicar que os azulejos foram encomendados a uma oficina de artesãos iranianos de Tabriz, que se acredita terem produzido muitos azulejos otomanos anteriores.
O Domo da Cadeia, uma estrutura independente próxima ao Domo da Rocha, também foi reformado como parte do projeto de Solimão em 1561-2. Também nas proximidades, os otomanos construíram a Domo do Profeta na sua forma atual em algum momento do século XVI ou XVII.
Outras restaurações no edifício foram registradas em 1720-1721, 1742, 1754, 1780, 1817-1818 e 1853. Em outro grande projeto de restauração realizado em 1874-1875 durante o reinado do sultão otomano Abdulazize, todos os azulejos nas paredes oeste e sudoeste da parte octogonal do edifício foram removidos e substituídos por cópias feitas na Turquia.

### Domínio britânico

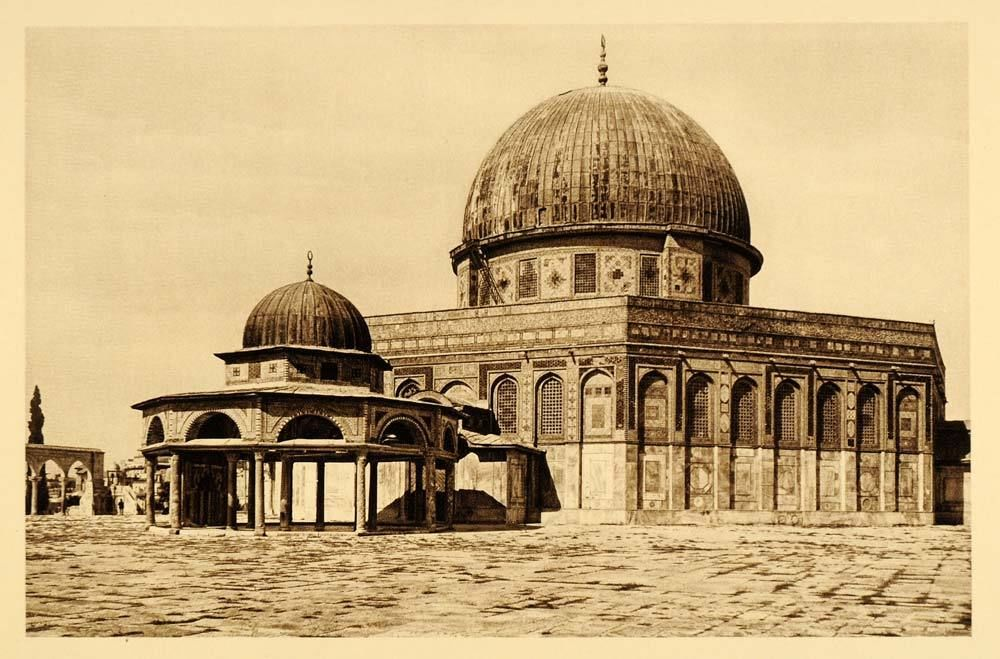
Fotografia dos anos 1920

Haj Amin al-Husseini, nomeado Grande Mufti pelos britânicos em 1917, juntamente com Yaqub al-Ghusayn, implementou a restauração do Domo da Rocha e da Jami Al-Aqsa em Jerusalém. Partes da Cúpula da Rocha desabaram durante o terremoto de 11 de julho de 1927 e as paredes ficaram muito rachadas.

### Domínio jordaniano

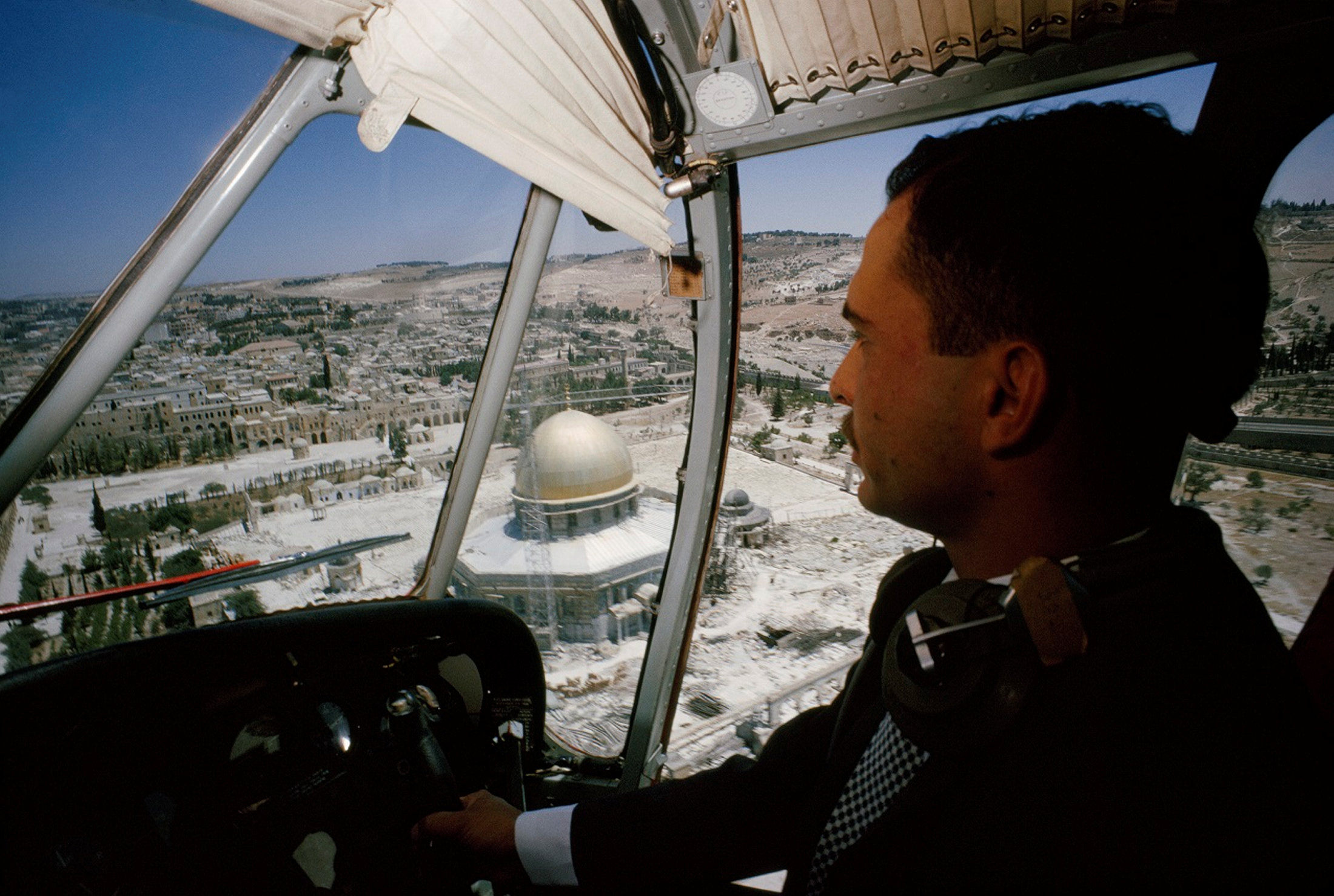
Rei Hussein sobrevoando o Monte do Templo em Jerusalém quando a cidade estava sob controle da Jordânia, 1965

Em 1955, um extenso programa de renovação foi iniciado pelo governo da Jordânia, com fundos fornecidos pelos governos árabes e pela Turquia. O trabalho incluiu a substituição de um grande número de azulejos que datam do reinado de Solimão, o Magnífico, que foram deslocados pelas fortes chuvas. Em 1965, como parte dessa restauração, a cúpula foi coberta com uma liga de bronze e alumínio durável, feita na Itália, que substituiu o exterior de chumbo. Antes de 1959, a cúpula era coberta de chumbo enegrecido. No curso de uma restauração substancial realizada entre 1959 e 1962, o chumbo foi substituído por placas de alumínio-bronze cobertas com folha de ouro.

### Domínio israelense

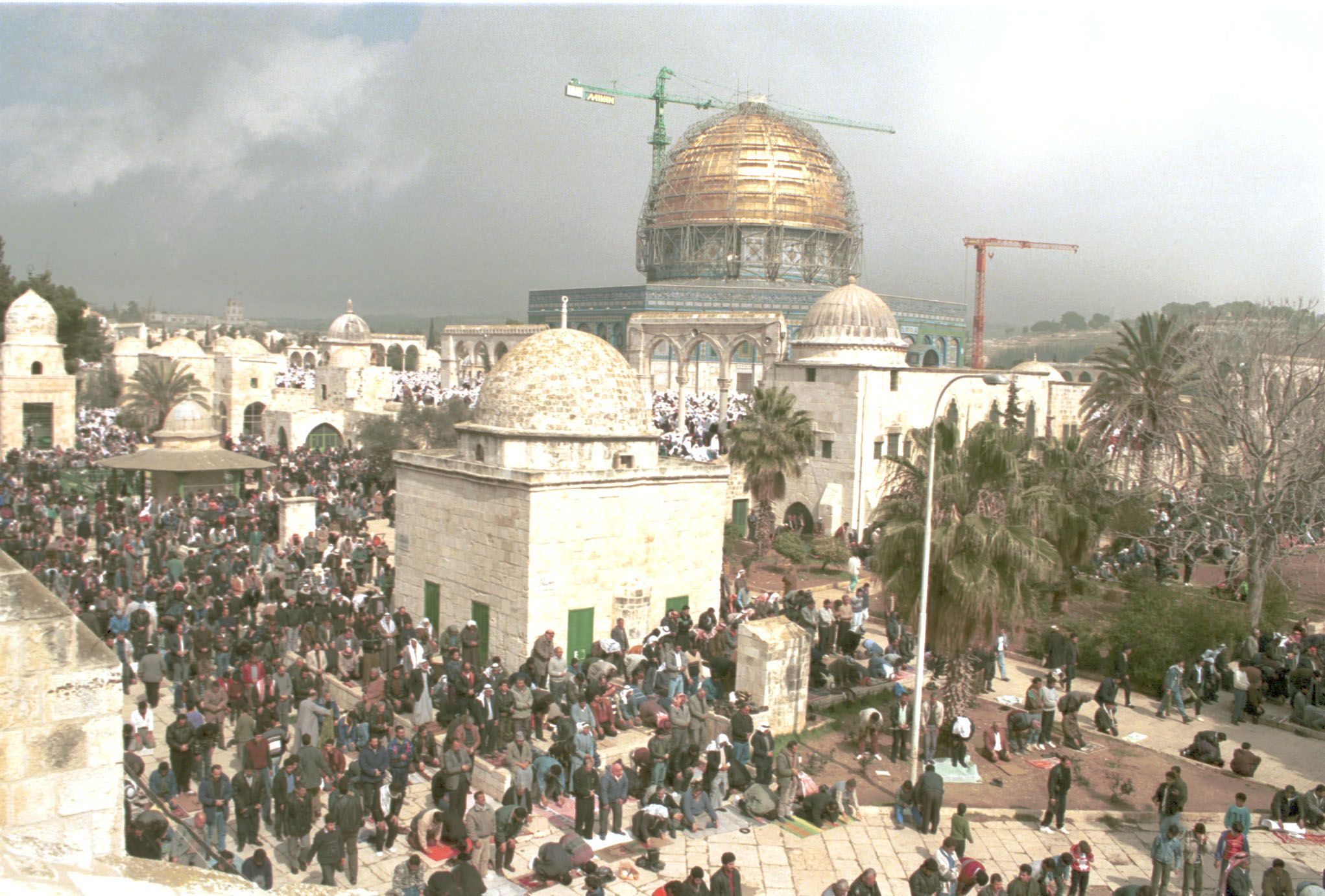
A Cúpula da Rocha em fevereiro de 1994 durante os tumultos após o Massacre do Túmulo dos Patriarcas

Poucas horas depois de a bandeira israelense ter sido içada sobre a Cúpula da Rocha em 1967, durante a Guerra dos Seis Dias, os israelenses baixaram-na por ordem de Moshe Dayan e deixaram o waqf muçulmano com a autoridade para gerir o Monte do Templo, a fim de "manter a paz".
Em 1993, a cobertura da cúpula dourada foi reformada após uma doação de 8,25 milhões de dólares pelo rei Hussein da Jordânia, que vendeu uma de suas casas em Londres para financiar os 80 quilogramas de ouro necessário.
A Cúpula é mantida pelo Waqf de Jerusalém. Até meados do século XX, não-muçulmanos não eram permitidos na área. Desde 1967, não muçulmanos têm acesso limitado; no entanto, eles não têm permissão para rezar no Monte do Templo, trazer livros de oração ou usar trajes religiosos. A polícia israelita ajuda a impor isto. Israel restringiu o acesso por um curto período em 2012 de moradores palestinos da Cisjordânia ao Monte do Templo. Os homens palestinos da Cisjordânia tinham de ter mais de 35 anos para serem elegíveis para uma autorização. Alguns rabinos ortodoxos incentivam os judeus a visitar o local, enquanto a maioria proíbe a entrada no complexo, temendo que haja uma violação da lei judaica. Até mesmo os rabinos que incentivam a entrada no Monte do Templo proíbem a entrada na Cúpula da Rocha.

## Influência

### Artes e arquitetura

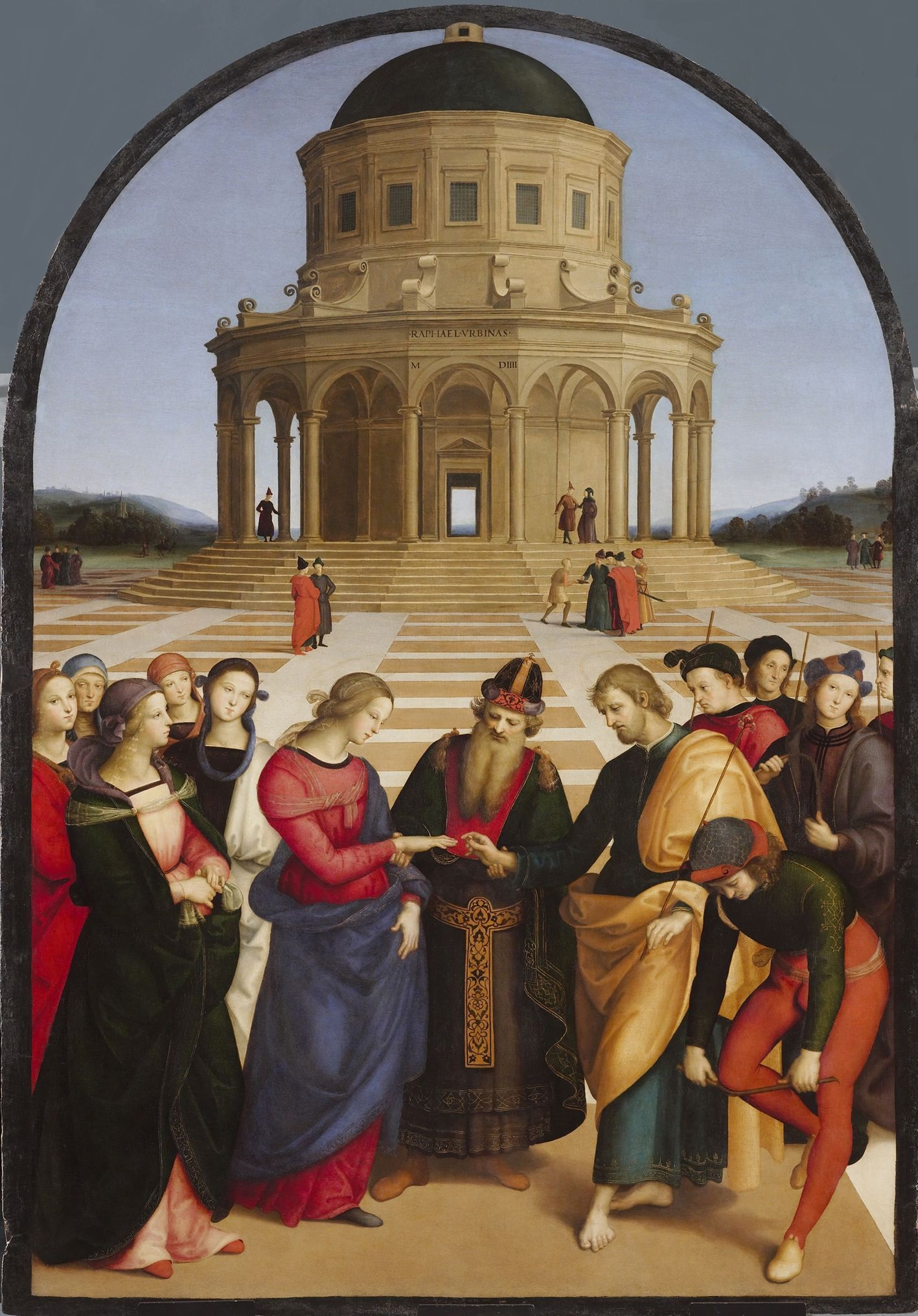
O Casamento da Virgem de Rafael

Durante muito tempo acreditou-se que a Cúpula da Rocha ecoava a arquitetura do Templo de Jerusalém, como pode ser visto em O Casamento da Virgem de Rafael e em O Casamento da Virgem de Perugino.
Pela mesma razão, a Cúpula da Rocha inspirou a arquitetura de vários edifícios, como a Igreja octogonal de São Tiago do século XV, na Itália, e a Sinagoga da Rua Rumbach, em estilo neoclássico mourisco do século XIX, em Budapeste, na Hungria.

### Significado religioso

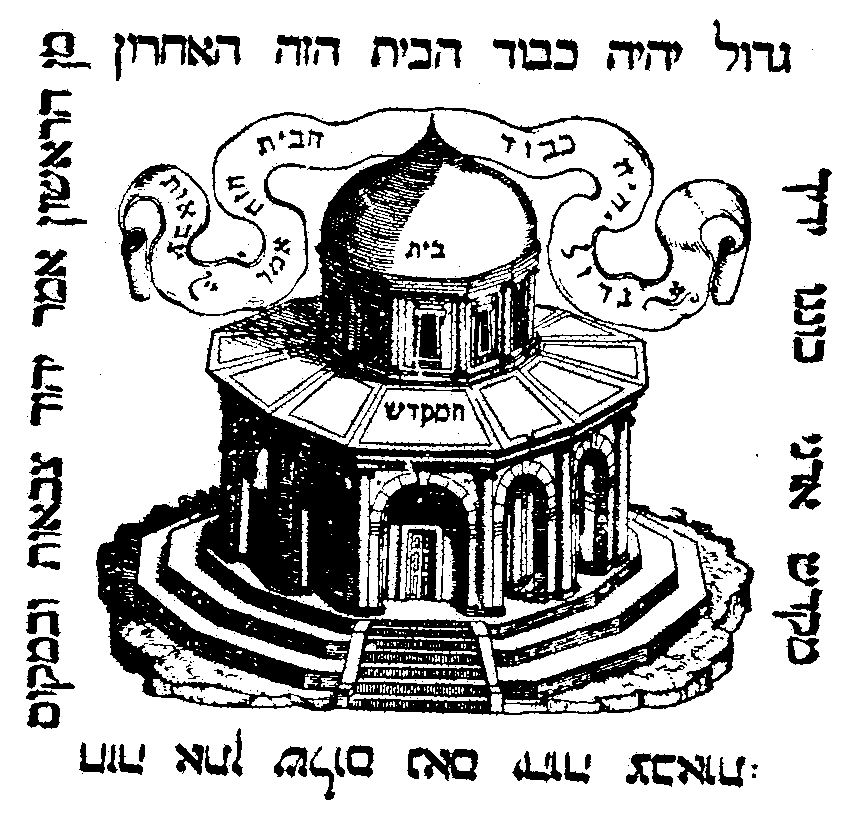
O Templo em Jerusalém retratado como a Cúpula da Rocha na marca do impressor de Marco Antonio Giustiniani, Veneza, 1545–52

Muitos muçulmanos acreditam que a localização da Cúpula da Rocha seja o local mencionado na Sura 17 do Alcorão, que conta a história de Isra e Miraj, a mítica jornada noturna de Maomé da Grande Mesquita de Meca até Al-Aqsa ("o lugar mais distante de oração"), onde ele orou, e depois visitou o céu, onde liderou orações e subiu ao céu para receber instruções de Alá. Embora a cidade de Jerusalém não seja mencionada por nenhum dos seus nomes no Alcorão, é mencionada nos hádices como o local da jornada noturna de Maomé.
A julgar pelas primeiras fontes muçulmanas, isso não parece ter sido ainda uma parte totalmente formulada das crenças compartilhadas pelos muçulmanos durante a construção da Cúpula no século VIII e as inscrições dentro do domo atribuindo a construção ao califa Abedal Maleque no ano 691/2 não se referem de forma alguma à jornada noturna, mas contêm apenas a visão corânica sobre a natureza do profeta Isa (Jesus).
Segundo Goitein, as inscrições que decoram o interior demonstram claramente um viés contra o cristianismo, ao mesmo tempo em que enfatizam a doutrina corânica de que Jesus foi um verdadeiro profeta. A fórmula la sharika lahu ('Deus não tem companheiro') é repetida cinco vezes; os versos da Sura Mariã 19:35–37, que reafirmam fortemente a profecia de Jesus para Deus, são citados junto com a oração: Allahumma salli ala rasulika wa'abdika 'Isa bin Maryam - "Ó Senhor, envie suas bênçãos ao seu Profeta e Servo Jesus, filho de Maria." Ele acredita que isso mostra que a rivalidade com a cristandade, juntamente com o espírito da missão muçulmana aos cristãos, estava em ação na época da construção.
No início do século VIII, Ibne Ixaque codificou a primeira fonte árabe referente à Rocha de Jerusalém, como parte de seu Sirat al-Nabi, uma biografia do profeta islâmico Maomé, introduzindo a noção de que logo após sua jornada noturna de Meca a Jerusalém (isra'), ele partiu imediatamente e especificamente da Rocha em sua Ascensão (mi'raj) para o Céu, onde Deus o instruiu nas doutrinas da nova religião.
Hoje, muitos muçulmanos acreditam que o propósito da Cúpula é celebrar a ascensão de Maomé aos céus, de acordo com as opiniões compartilhadas por alguns estudiosos islâmicos, de que a Rocha é de fato o local de onde Maomé ascendeu ao Céu acompanhado pelo anjo Gabriel. Além disso, Maomé foi levado aqui por Gabriel para orar com Abraão, Moisés e Jesus.

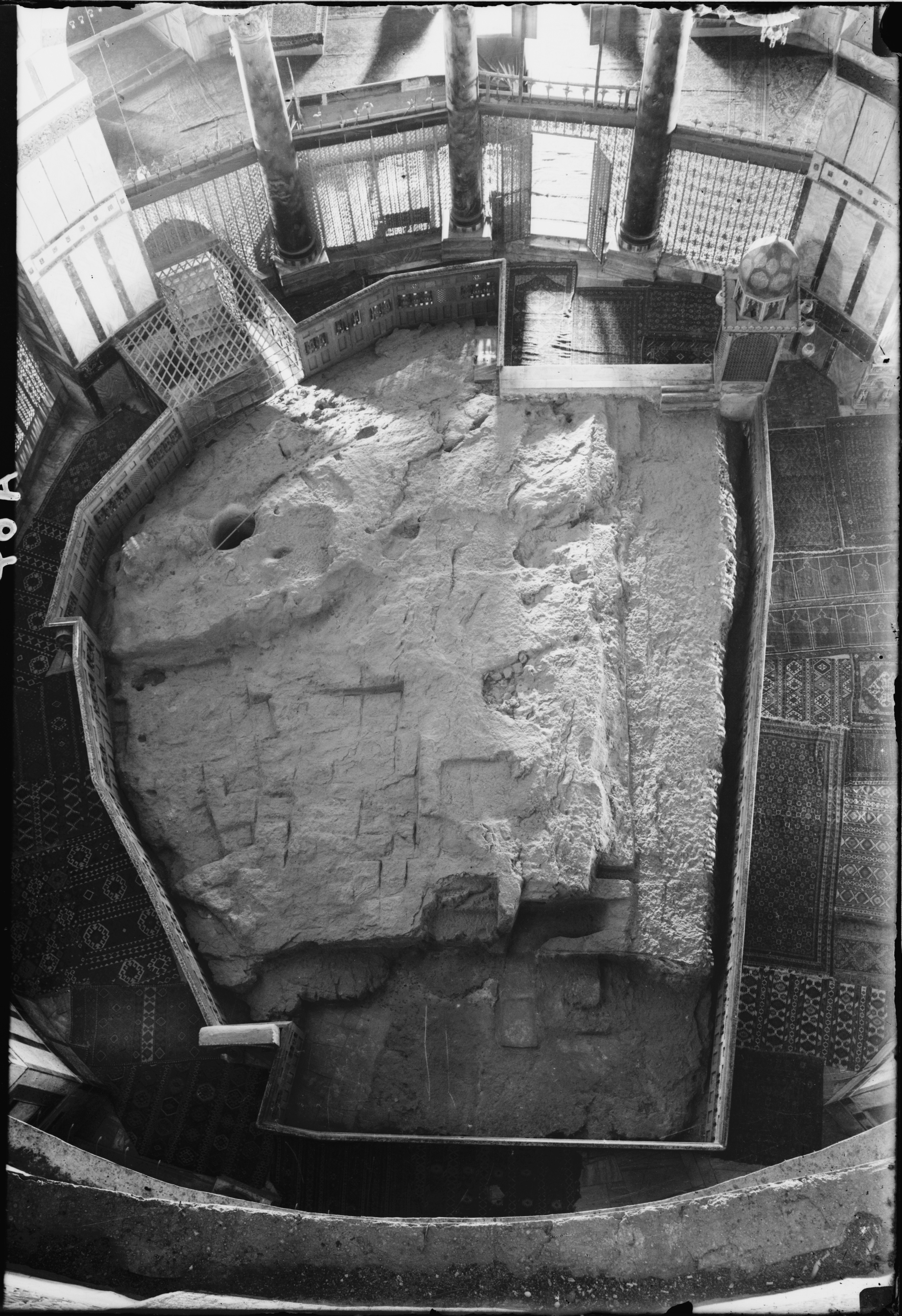
A Pedra de Fundação vista da cúpula. A fotografia foi tirada entre 1900 e 1920, antes da remoção da grade de ferro ao redor.

Outros estudiosos islâmicos acreditam que Maomé ascendeu ao céu a partir da Mesquita de Al-Aqsa, da qual a Cúpula da Rocha faz parte.
Embora os muçulmanos agora orem em direção à Caaba em Meca, eles antigamente rezavam em direção ao Monte do Templo, como os judeus; a tradição islâmica afirma que Maomé liderou as orações em direção a Jerusalém até o 16º ou 17º mês após sua migração de Meca para Medina, quando Alá o ordenou que se voltasse para a Caaba em Meca.
O Instituto do Templo deseja realocar a Cúpula da Rocha para outro local e substituí-la pelo Terceiro Templo. Alguns judeus religiosos, seguindo os ensinamentos rabínicos, acreditam que o Templo só deveria ser reconstruído na era messiânica e que seria presunçoso da parte das pessoas forçar a mão de Deus. No entanto, alguns cristãos evangélicos consideram a reconstrução do Templo um pré-requisito para o Armagedom e a Segunda Vinda de Cristo. Jeremy Gimpel, um candidato nascido nos EUA pelo partido político The Jewish Home nas eleições israelenses de 2013, causou polêmica quando foi gravado dizendo a um grupo evangélico da Fellowship Church na Flórida em 2011 para imaginar a experiência incrível que aconteceria se a Cúpula da Rocha fosse destruída e a construção do Terceiro Templo começasse. Todos os evangélicos correriam imediatamente para Israel, ele opinou.